# Maria van Antwerpen
Maria Van Antwerpen (1719–1781) fou una soldat holandesa transvestida. És potser l'exemple més famós i ben documentat de transvestisme femení i allistament a l'exèrcit com a home. Va casar-se amb dones dues vegades. Es van publicar dues biografies sobre Van Antwerpen mentre ella encara vivia, una per Franciscus Lievens Kersteman l'any 1751.

## Vida

### Infantesa
Van Antwerpen va néixer a la guarnició de Breda el 1719, filla d'un cerveser i destil·lador de conyac, que, atabalat per la càrrega d'una família nombrosa, es va arruïnar i va haver de guanyar-se la vida com a estibador. Maria va perdre la seva mare als onze anys i el seu pare als dotze. La va adoptar una tieta amb la qual va ser molt desgraciada, sempre es va queixar dels seus maltractaments, deia que no havia "portat la vida d'un gos, per què parlar de la d'una nena". Quan va poder, es va col·locar de minyona i va treballar de criada per a diferents patrons. Va decidir fer-se soldat quan la van acomiadar l'hivern de 1745, ja que no tenia mitjans per subsistir, no volia recórrer a la seva família i no es volia prostituir. Una vegada transformada en home el natural era casar-se per no despertar sospites.

### Primer allistament a l'exèrcit
El 1746 es va allistar com a soldat sota el nom de Jan van Ant (explica a la seva autobiografia que va escollir de forma deliberada el nom de pila del seu pare) i es va casar oficialment amb una dona que ignorava el seu veritable sexe, Johanna Cramers, la filla d'un sergent, l'any 1748.
El 1751, quan la unitat militar de la qual formava part es va aquarterar a Breda, Maria va ser reconeguda per un antic patró i delatada. El seu arrest va causar gran rebombori: la notícia va sortir a la premsa, la seva història va donar lloc a una cançó, que es va fer molt popular, i fins i tot va aparèixer, abans de la seva condemna, una "autobiografia" titulada L'heroïna de Breda. En realitat la va escriure Franciscus Lievens Kersteman, però segons la seva introducció, es basa en les paraules de la mateixa Maria (fet que ha estat verificat).
Va ser jutjada per fer burla de matrimoni i per pertànyer a un matrimoni il·legal, i sentenciada a l'exili de tota ciutat amb tropes estacionades.

### Segon allistament a l'exèrcit
En ser condemnada a l'exili, Maria va anar a viure a Gouda, on va treballar com a modista fins a l'any 1762, quan una dona la va persuadir perquè tornés a la seva vida d'home i es casés amb ella. Era Cornelia Swartsenberg, embarassada després d'una violació. El matrimoni es va celebrar el 1762 i Maria va tornar a allistar-se a l'exèrcit, en aquesta ocasió fugint de la pobresa, ja que en casar-se amb una dona que esperava una criatura havia de guanyar diners per mantenir la família. Un fill va ser batejat amb Van Antwerpen com a pare.
Aquesta segona vegada, sota el nom de Machiel van Antwerpen, la seva carrera militar va ser curta: el 1769, durant una visita a Gouda, algú la va reconèixer de quan era modista i va ser arrestada i jutjada de nou.
La van sotmetre a un exhaustiu interrogatori, transcrit en un text de 43 folis. El tribunal també va sol·licitar informació a altres ciutats, per la qual cosa aquests documents constitueixen una important font que corrobora i completa gran part del que Maria va explicar a Kersteman el 1751. Davant el tribunal militar que la jutjava va assegurar que s'havia allistat a l'exèrcit per patriotisme: "per amor, afecte i pura passió per la pàtria".

### Mort
La Cornelia va fugir i la Maria va ser exiliada, i l'única cosa que se sap de la seva vida posterior és que va morir a Breda l'any 1781, a l'edat de 62 anys.

## Context
A l'Edat Moderna (s. XV al XVIII) fer-se passar per home era una possibilitat real i viable per a dones que havien caigut en desgràcia i lluitaven per superar circumstàncies difícils. Les raons pel transvestisme eren múltiples: fugir de la pobresa o de la prostitució, protegir-se (en un viatge o en anar pels carrers), delinquir, anar a la guerra (bé per patriotisme, bé per seguir al marit o a l'amant), o evitar ser violades. Per no ser descobertes havien d'estar sempre en guàrdia, sobretot en rentar-se, vestir-se i orinar. Sovint les enxampaven en caure malaltes o ferides; l'espai privat era excepcional en aquell temps i el risc molt alt per a un soldat. Gairebé totes les dones transvestides procedien de classes baixes. La majoria eren òrfenes.
Maria Van Antwerpen va declarar que el seu transvestisme estava predestinat per Déu, la naturalesa i el destí: "Sense la divina Providència —va dir—, de no prendre les armes hauria caigut en la prostitució". Ella havia d'haver estat el setè fill de la família i restituir la bona fortuna que tant necessitaven. Se sentia dona en aparença però home en essència: "La mare naturalesa —va afirmar— m'ha tractat amb gran duresa, contra les meves inclinacions i passions" i va manifestar el seu convenciment de tenir a Déu de la seva part, ja que havia demanat al cel que beneís el seu pla i el seu èxit provava que li havia atorgat tal benedicció. Això era quelcom important per a ella, ja que va seguir sent catòlica devota i no va renunciar a la seva religió ni tan sols en casar-se amb una protestant.
Maria Van Antwerpen va viure com a home 13 anys, i va assegurar que la vida militar hauria estat perfecta per a ella "si la natural modèstia del nostre sexe no es veiés agreujada per paraulotes diverses; sobretot en les meves primeres guàrdies, em feien perdre per complet el decòrum". Per no cridar l'atenció, Maria es va posar a l'altura de "blasfems i desllenguats" i com que "l'hàbit s'acaba convertint en una segona naturalesa" –en paraules seves-, va arribar a ser bastant convincent.
Va rebatre l'acusació d'haver-se casat amb una altra dona contra les lleis divines al·legant que "havia pres [a la núvia] solament per germana". Temia la pena de mort, però, malgrat estar prescrita pel tribadisme en el codi penal, les relacions amoroses entre dones rares vegades es van considerar greus en cap lloc d'Europa. La sexualitat tenia tal orientació fàl·lico-genital que la unió entre dues dones es considerava com un acte innocent. Això, amb tota seguretat, la va salvar de la forca.
Altres exemples de dones holandeses que es feien passar per homes inclouen Adriana la Noy, que servia com a marinera a la flota holandesa durant la primera guerra anglo-holandesa quan va ser descoberta el 1653, i una dona sense identificar, també soldat, que va ser descoberta després de morir en una lluita amb ganivets l'any 1710.